# Onetes
Onetes is een geslacht van rechtvleugeligen uit de familie veldsprinkhanen (Acrididae). De wetenschappelijke naam van dit geslacht is voor het eerst geldig gepubliceerd in 1944 door Rehn.

## Soorten
Het geslacht Onetes omvat de volgende soorten:
- Onetes fasciatus Dirsh, 1962
- Onetes kraussi Finot, 1903
- Onetes sanguinolentus Rehn, 1944
- Onetes scudderi Finot, 1903